# Дрізд тропічний
Дрізд тропічний (Turdus maculirostris) — вид горобцеподібних птахів родини дроздових (Turdidae). Поширений у Південній Америці.

## Поширення
Мешкає в західній частині Еквадору та крайньому північному заході Перу. Середовищем існування цього дрозда є ліси, узлісся і галявини до 2000 метрів над рівнем моря.

## Опис
Тіло завдовжки 21,5-23 см. Птах світло-оливково-коричневий зверху і світліший коричневий знизу. Горло коричневе з білуватими смужками, підчеревце білувате. Має вузьке жовте навколоочне кільце. Статі схожі, але молоді птахи мають крапковий візерунок зверху та знизу.

## Спосіб життя
Гніздо будують на нижніх гілках дерев. У гнізді три яйця з червонувато-блакитними плямами. Харчується фруктами, ягодами та деякими комахами та хробаками. Зазвичай, трапляється один або парами, але може збиратися у зграї на фруктових деревах, часто з дроздом еквадорським.